# I'll Find My Way Home
I'll Find My Way Home är en låt skriven av Jon Anderson och Vangelis för Jon & Vangelis-albumet The Friends of Mr Cairo (1981). Låten släpptes även som singel senare samma år. 
Låten har senare spelats in av flera andra artister, bland andra Demis Roussos, Gregorian och Project Pitchfork. I Sverige spelades låten i ett avsnitt i filmen G – som i gemenskap från 1983.

## Listplaceringar
| Lista         | Topplacering |
| ------------- | ------------ |
| Sverige       | 9            |
| Schweiz       | 1            |
| Tyskland      | 6            |
| Nederländerna | 2            |
| Belgien       | 3            |

I Sverige utnämndes singeln även till Veckans smash hit i radioprogrammet Poporama den 25 mars 1982.